# Badister grandiceps
Badister grandiceps är en skalbaggsart som beskrevs av Thomas Casey. Badister grandiceps ingår i släktet Badister och familjen jordlöpare. Inga underarter finns listade i Catalogue of Life.